# Penshurst (Kent)
Penshurst ist ein Dorf und eine Gemeinde (Civil Parish) in der Grafschaft Kent im Südosten Englands mit etwa 1600 Einwohnern. Penshurst ist ein historisches Dorf und eine Zivilgemeinde in einem Tal an den nördlichen Hängen des Kentish Weald, am Zusammenfluss von Medway und Eden, im Sevenoaks District.
Das Dorf liegt zwischen der Marktstadt Tonbridge und der Kurstadt Royal Tunbridge Wells, etwa 9,7 km südlich von Sevenoaks. Penshurst und sein Nachbardorf Fordcombe hatten bei der Volkszählung 2011 zusammen 1628 Einwohner.
Das Dorf beherbergt zwei historische Landgüter. Penshurst Place, ehemals im Besitz von König Heinrich VIII., liegt in der Mitte des Dorfes im Tal, während der Privatpark Swaylands auf dem Gipfel des Rogues Hill am Rande des Dorfes liegt.

## Geschichte
Das Dorf entwickelte sich um Penshurst Place, den Stammsitz der Familie Sidney. Im Dorf gibt es viele Gebäude im Tudorstil, auch wenn einige aus dem viktorianischen Zeitalter stammen. Henry Stafford, der erste Baron Stafford, wurde hier im Jahr 1501 geboren.
Das Leicester Arms, das einst zum Penshurst Estate gehörte, war im Besitz von Sir William Sidney, dem Großvater des Dichters und Staatsmannes Sir Philip Sidney. Sein anderer Enkel, der Viscount De L’Isle, wurde 1618 zum Earl of Leicester ernannt, und kurz darauf wurde The Leicester Arms, früher bekannt als The Porcupine, ihm zu Ehren umbenannt. Der Pub und das Hotel befinden sich heute in Privatbesitz.
Der Bahnhof von Penshurst, der an der Bahnlinie von Tonbridge nach Redhill liegt, befindet sich etwa 3,2 km nördlich des Dorfes. Der Flugplatz Penshurst befand sich in der Nähe des Bahnhofs, aber innerhalb der Gemeinde Leigh. Er wurde 1916 als Militärflugplatz eröffnet und diente von 1919 bis 1936 als Zivilflugplatz. Im Jahr 1940 wurde er als RAF Penshurst wiedereröffnet und 1946 geschlossen. Südlich des Dorfes, innerhalb der Gemeinde, liegen die Siedlungen Saint's Hill und Smart's Hill.

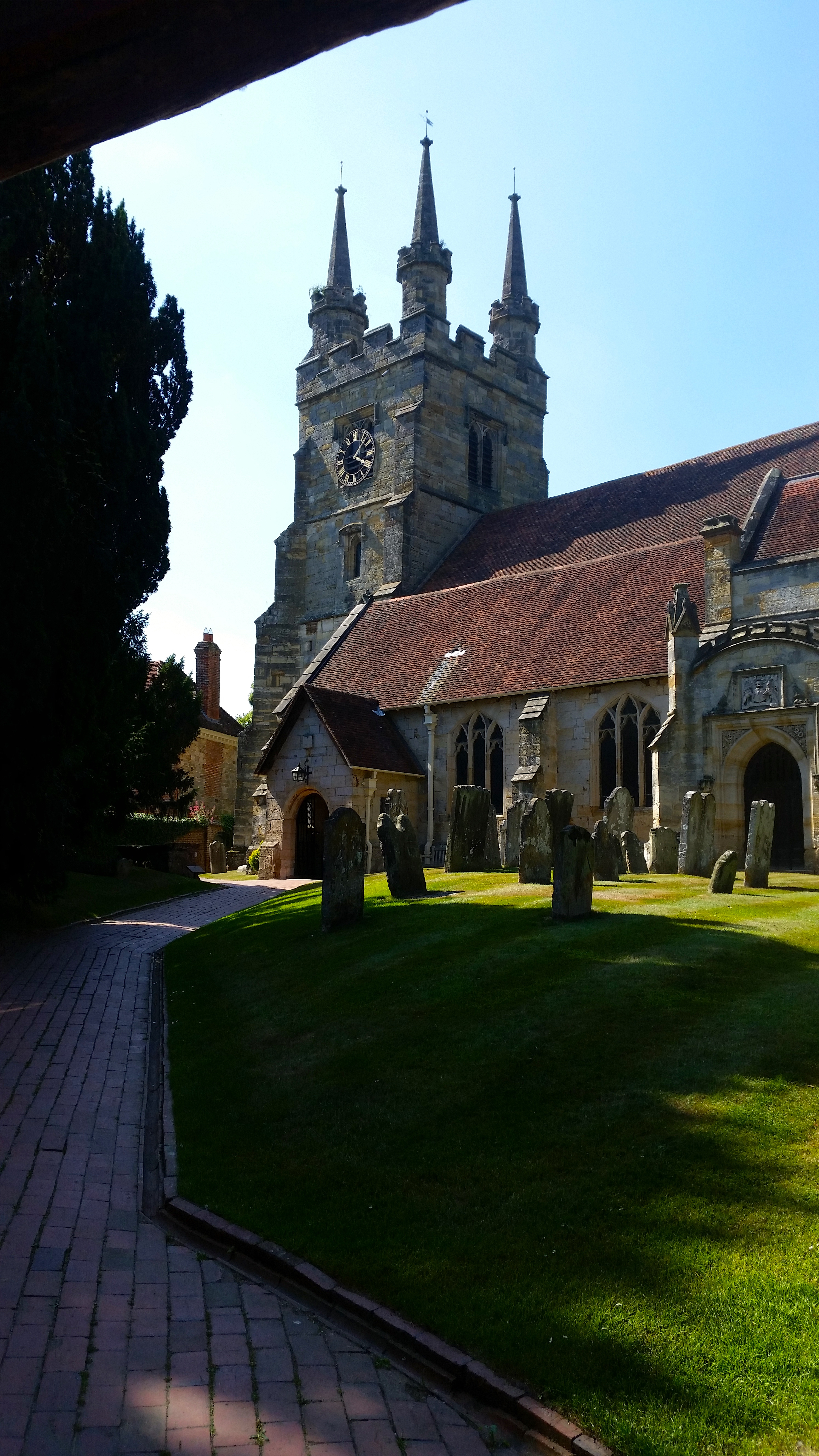
Die Kirche St John the Baptist der Church of England
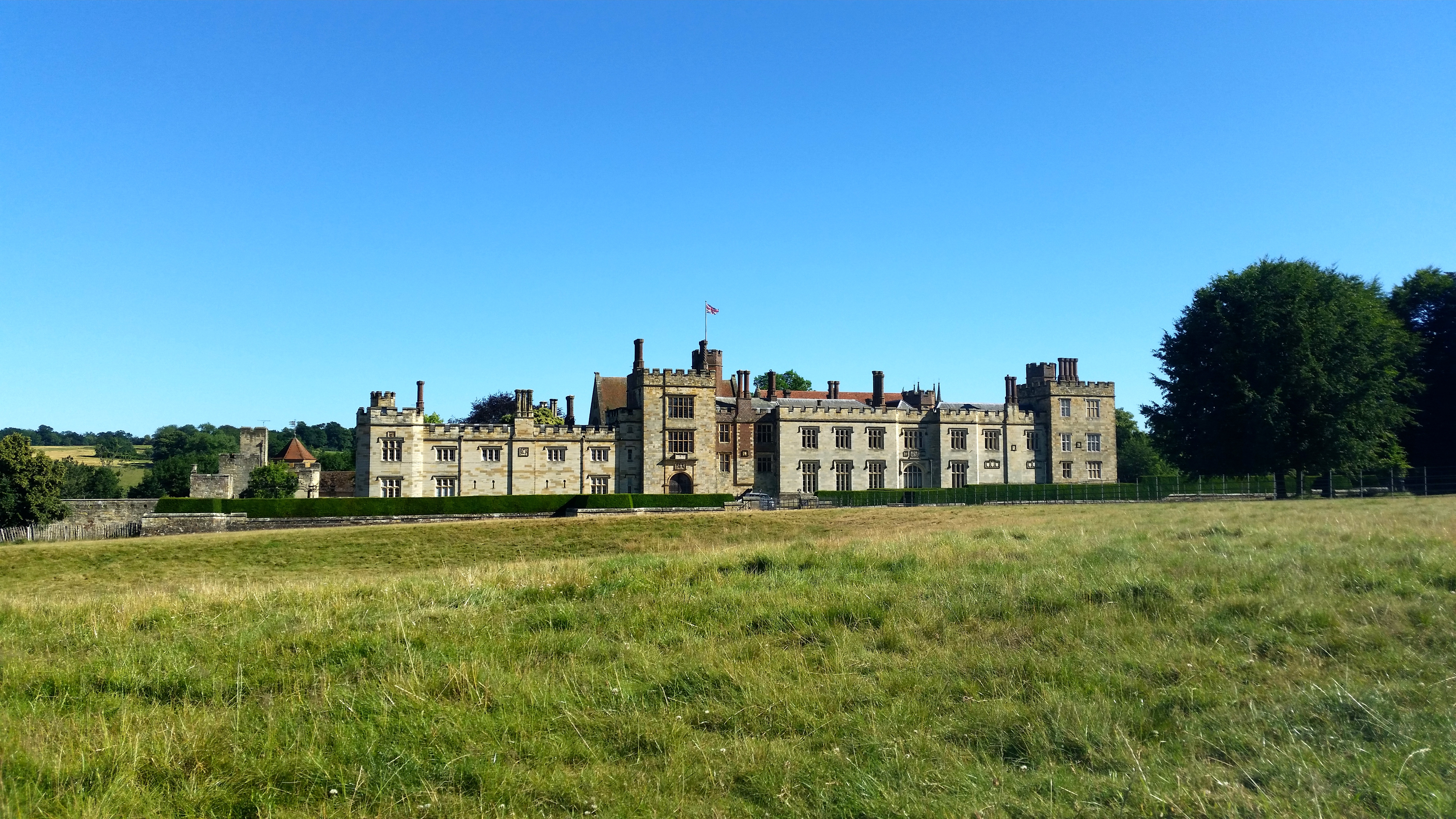
Penshurst Place

## Persönlichkeiten
- Philip Sidney (1554–1586), Staatsmann, Soldat und Schriftsteller
- John Gorham (1814–1899), Praktischer Arzt und Chirurg